# Sigismondo Malatesta
Sigismondo Pandolfo Malatesta, född 19 juni 1417 i Brescia, död 9 oktober 1468 i Rimini, var en italiensk kondottiär och herre av Rimini från år 1432. Av sin samtid ansågs han som en av de främsta militära befälhavarna.

## Biografi
Sigismondo Malatesta var son till kondottiären Pandolfo III Malatesta (1370–1427) och dennes hustru Antonia da Barignano (1399–1471). Som kondottiär stred han under lång tid mot Federico da Montefeltro, herre av Urbino. Malatesta stred för bland annat Republiken Siena. Påve Pius II ansåg dock att Malatesta hade förrått sin uppdragsgivare och anordnade i Rom en rättegång mot honom in absentia. Påven fördömde Malatesta som kättare, exkommunicerade honom och "kanoniserade" honom till helvetet. Därefter brändes Malatesta in effigie i Rom.
Malatesta var en stor mecenat och bjöd in en lång rad konstnärer till Rimini, bland andra Pisanello, Leon Battista Alberti, Piero della Francesca och Agostino di Duccio. Malatesta uppdrog åt Alberti att bygga om den medeltida kyrkan San Francesco till ett monument över sin egen berömmelse. Kyrkan kom att kallas Tempio Malatestiano och blev gravplats åt Malatesta själv och personer ur hans hov.

## Bilder
| - Tempio Malatestiano i Rimini. - Sigismondo Malatestas gravmonument. |